# 徳沼駅
徳沼駅（トッソえき）は大韓民国京畿道南楊州市瓦阜邑徳沼里にある、韓国鉄道公社（KORAIL）の駅である。
乗り入れている路線は、線路名称上は中央線1路線のみであるが、当駅に停車するKTXやムグンファ号が他路線に直通したり、広域電鉄の京義・中央線電車が乗り入れている。京義・中央線の駅番号はK126。
当駅を境に首都圏電鉄京義・中央線の龍門方面への運転本数が少なくなる。

## 歴史
- 1939年4月1日 - 朝鮮総督府鉄道の駅として開業。
- 2005年
  - 1月1日 - 鉄道庁の改組により韓国鉄道公社(KORAIL)の駅となる。
  - 12月16日 - 中央電鉄線が開業。
- 2007年12月27日 - 電鉄線の運行範囲が八堂駅まで延長される。
- 2014年12月27日 - 京義電鉄線（龍山線）が孔徳駅から龍山駅まで開通し、中央電鉄線と直通を開始。同時に双方の路線名を「首都圏電鉄京義・中央線」とする。

## 駅構造
島式ホーム2面4線の地上駅で、橋上駅舎を有する。ホーム東方はKTXなどが停車する低床ホーム、ホーム西方は電鉄が停車する高床ホームとなっている。

### のりば
| 1・2 | 京義・中央線（下り）   | 八堂・楊平・龍門方面                   |
| 1・2 | 中央線旅客列車（下り） | 原州・堤川・安東・慶州・太白・江陵方面 |
| 3・4 | 京義・中央線（上り）   | 清凉里・龍山方面                       |
| 3・4 | 中央線旅客列車（上り） | 清凉里方面                             |

## 利用状況
近年の一日平均利用人員推移は下記のとおり。
なお、2005年は開業日の12月16日から12月31日までの16日間を基準にしたものである。
| 路線         | 路線     | 2000年 | 2001年 | 2002年 | 2003年 | 2004年 | 2005年 | 2006年 | 2007年 | 2008年 | 2009年 | 出典  |
| ------------ | -------- | ------ | ------ | ------ | ------ | ------ | ------ | ------ | ------ | ------ | ------ | ----- |
| 京義・中央線 | 乗車人員 | 未開業 | 未開業 | 未開業 | 未開業 | 未開業 | 4,085  | 4,657  | 6,472  | 5,825  | 5,835  | [ 1 ] |
| 京義・中央線 | 降車人員 | 未開業 | 未開業 | 未開業 | 未開業 | 未開業 | 4,670  | 4,900  | 6,090  | 5,829  | 5,898  | [ 1 ] |
| 路線         | 路線     | 2010年 | 2011年 | 2012年 | 2013年 | 2014年 | 2015年 | 2016年 | 2017年 | 2018年 | 2019年 | 出典  |
| 京義・中央線 | 乗車人員 | 5,913  | 6,147  | 6,205  | 6,381  | 6,493  | 6,463  | 6,539  | 6,530  | 6,397  | 6,431  | [ 1 ] |
| 京義・中央線 | 降車人員 | 5,925  | 6,203  | 6,231  | 6,411  | 6,605  | 6,621  | 6,617  | 6,538  | 6,353  | 6,356  | [ 1 ] |
| 路線         | 路線     | 2020年 | 2021年 | 2022年 | 2023年 |        |        |        |        |        |        |       |
| 京義・中央線 | 乗車人員 | 4,786  | 4,795  | 5,121  | 5,288  |        |        |        |        |        |        |       |
| 京義・中央線 | 降車人員 | 4,765  | 4,759  | 5,135  | 5,251  |        |        |        |        |        |        |       |

## 駅周辺
- 瓦阜派出所
- 徳沼郵便局
- 徳沼初等学校（朝鮮語版）
- 瓦阜初等学校（朝鮮語版）
- 瓦阜中学校
- 瓦阜図書館
- 瓦阜邑事務所
- ロッテマート徳沼店
- 新韓銀行徳沼支店
- 国民銀行徳沼支店
- ウリィ銀行徳沼支店

## 隣の駅
韓国鉄道公社
中央線
KTX
上鳳駅 - 徳沼駅 - 楊平駅
ムグンファ号
清凉里駅 - 徳沼駅 - 楊平駅
 京義・中央線 
急行
陶農駅 (K124) ← 徳沼駅 (K126) ← 陶深駅 (K127)
緩行
養正駅 (K125) - 徳沼駅 (K126)  - 陶深駅 (K127)